# Aina Beck-Friis
Aina Beck-Friis, född 28 januari 1907 i Göteborg, död 4 januari 1963 i Borås, var en svensk konstnär.
Beck-Friis var dotter till sjökaptenen Robert Lundgren och Anna Nielsen och gift första gången 1928 med ingenjören N.B. Grauers och andra gången 1936 med rådmannen Ante Beck-Friis. Hon studerade vid Borås målarskola 1944–1948 samt under studieresor till Frankrike och Norge. Hon medverkade i Borås höstsalonger ett flertal gånger och i utställningen Anonyma salongen på Olsens konsthandel i Göteborg[när?]. Hennes konst består av stilleben och landskapsmålningar i en något naivistisk inriktning.

### Fotnoter
1. ↑  Andreas Beyer & Bénédicte Savoy (red.), Artists of the World Online, K.G. Saur Verlag och Walter de Gruyter, 2009, 10.1515/AKL, Artists of the World konstnärs-ID: 10112095.[källa från Wikidata]
2. ↑  Svenska Dagbladet, 5 januari 1963.[källa från Wikidata]
3. ↑  Svenskagravar, läs onlineläs online.[källa från Wikidata]
4. ↑  läs online, Projekt Runeberg .[källa från Wikidata]